# Norberg (comuna)
Norberg ou Norberga (em sueco: Norberg kommun;  pronúncia) é uma comuna da Suécia localizada no condado de Västmanland. Sua capital é a cidade de Norberg. Possui 418 quilômetros quadrados e segundo censo de 2018, havia 5 795 habitantes.